# ミッテルフランケン
ミッテルフランケン（ドイツ語: Mittelfranken）は、ドイツ・バイエルン州北西部に位置する地域で、同州に7つある行政管区の一つ。ミッテルフランケン郡市連合とは、完全に同じ地域である。この行政管区は、バーデン＝ヴュルテンベルク州との州境にあたる他、州内のオーバーバイエルン、オーバーフランケン、ウンターフランケン、シュヴァーベン、オーバープファルツの各行政管区と境を接する。

## ミッテルフランケン行政管区の構成
ミッテルフランケン行政管区は、5つの郡独立市と7つの郡からなる。

### 郡独立市
- アンスバッハ
- エアランゲン
- フュルト
- ニュルンベルク
- シュヴァーバッハ

### 郡
- アンスバッハ郡
- エアランゲン＝ヘーヒシュタット郡
- フュルト郡
- ノイシュタット・アン・デア・アイシュ＝バート・ヴィンツハイム郡
- ニュルンベルガー・ラント郡
- ロート郡
- ヴァイセンブルク＝グンツェンハウゼン郡

（注）
- エアランゲン＝ヘーヒシュタット郡は、1972年7月1日から1973年4月30日までの間、エアランゲン郡という名称であった。
- ノイシュタット・アン・デア・アイシュ＝バート・ヴィンツハイム郡は、1972年7月1日から1973年4月30日までの間、ノイシュタット・アン・デア・アイシュ郡という名称であった。
- ニュルンベルガー・ラント郡は、1972年7月1日から1973年4月30日までの間、ラウフ・アン・デア・ペグニッツ郡という名称であった。
- ロート郡は、1972年7月1日から1973年4月30日までの間、ロート・バイ・ニュルンベルク郡という名称であった。
- ヴァイセンブルク＝グンツェンハウゼン郡は、1972年7月1日から1973年4月30日までの間、ヴァイセンブルク・イン・バイエルン郡という名称であった。

## 地理

### 郡独立市以外の主要都市
- ディンケルスビュール
- フォイヒトヴァンゲン
- グンツェンハウゼン
- ヘルスブルック
- ヒルポルトシュタイン
- ランゲンツェン
- ラウフ・アン・デア・ペグニッツ

- ノイシュタット・アン・デア・アイシュ
- オーバーアスバッハ
- ロート
- ローテンブルク・オプ・デア・タウバー
- シュタイン
- ヴァイセンブルク・イン・バイエルン
- ツィルンドルフ

### 水域

#### 川
- アイシュ川
- アルトミュール川
- アウラハ川
- フレンキシェ・レーツァト川
- ペグニッツ川
- レドニッツ川

- ペグニッツ川
- シュヴァーバッハ川
- タウバー川
- ヴィーゼント川
- ヴェルニッツ川
- ツェン川

#### 池・湖
小川の途中に造られた養魚場のほか、以下の大きな湖を含むフランケン湖水地方が管区内に位置している。
- アルトミュール湖
- 大ブロムバッハ湖
- イゲルスバッハ湖
- 小ブロムバッハ湖
- ロート湖

### 山
ミッテルフランケン東部のかなりの部分をフレンキシェ・アルプ（フランケン・ジュラ山地）が占めている。最も高い山は、アルプス南西部にあたる標高689mのヘッセルベルク山である。この他にニュルンベルクからほど近いモリッツベルク山も重要な山である。

## 経済
ミッテルフランケンの失業率は、2004年の調査で8.4%である。

### 主要な企業
- アディダス
- Apollo-Optik （光学機器）
- アレヴァ
- AEG Hausgeräte （家庭電化製品）
- ボッシュ
- Bruder Spielwaren （玩具）
- DATEV eG （ドイツ連邦共和国税理士データ処理協会）
- Diehl Stiftung （機械、兵器）
- ファーバーカステル （文房具）
- Geobra Brandstätter GmbH & Co. KG （プレイモービル）
- GfK Aktiengesellschaft （マーケティングリサーチ）
- グルンディッヒ （音響機器）
- INA-Schaeffler KG （軸受）
- KarstadtQuelle AG （百貨店）
- KarstadtQuelle Versicherungen （保険）
- Leoni AG （電線）

- LOOS International （ボイラー）
- MAN
- ネスレ
- ノバルティス
- Nürnberger Versicherungsgruppe （保険）
- Oechsler AG （貿易）
- プーマ
- Schueller Küchen （システムキッチン）
- Schwan-Stabilo （文房具）
- Sielaff Automaten （自動販売機）
- ジーメンス
- Simba-Dickie-Group （玩具）
- ステッドラー
- Uvex （紫外線防護用品、ゴーグルなど）
- Triumph-Adler （計算機）

## 交通

### 航空
- ニュルンベルク空港: ドイツ国内およびヨーロッパ各地の主要空港への定期便。

### 鉄道
- ミュンヘン – ニュルンベルク – フュルト – エアランゲン – バンベルク – リヒテンフェルス – クローナハ – ザールフェルト – イェーナ/ゲーラ – ライプツィヒ – ベルリン
- シュトゥットガルト – アンスバッハ – ニュルンベルク – バイロイト – ホーフ – ドレスデン
- フランクフルト・アム・マイン – ニュルンベルク – レーゲンスブルク – パッサウ – リンツ – ウィーン
- ヴュルツブルク – アンスバッハ – トロイヒトリンゲン – インゴルシュタット
- ニュルンベルク – アムベルク – フルト・イム・ヴァルト – プラハ
- ニュルンベルク – トロイヒトリンゲン – アウクスブルク

### 水路
- マイン＝ドナウ運河が、バンベルク、エアランゲン、フュルト、ニュルンベルクさらにはケルハイムでドナウ川に接続する。北海から黒海へ直接至るルートである。